# Renovação Nacional
Renovação Nacional (em espanhol: Renovación Nacional, RN) é um partido político chileno majoritariamente liberal conservador fundado em 29 de abril de 1987, produto da fusão de três grupos de direita organizados na década de 1980: o Movimento de União Nacional, a União Democrática Independente e a Frente Nacional do Trabalho. A eles se uniram, ademais, antigos militantes do Partido Nacional. Em 1988 e através de disputas internas estratégicas e de lideranças, os membros da União Democrática Independente renunciaram ao partido e decidiram formar uma coletividade própria.
Entre 1990 e 2010, esteve na oposição aos governos da Concertação de Partidos pela Democracia. De março de 2010 a março de 2014, dentro da Coalizão para a Mudança (mais tarde denominada Coalizão e Aliança), fez parte do primeiro governo de Sebastián Piñera. Entre março de 2014 e março de 2018, fez parte da oposição ao governo de Michelle Bachelet. Entre março de 2018 e março de 2021 fez parte da coalizão de direita que apoiou o segundo governo de Piñera, denominado Chile Vamos; juntamente com a União Democrática Independente, o Evolução Política e o Partido Regionalista Independente Democrático. Desde março de 2022, faz parte da oposição ao governo de Gabriel Boric.

## Slogans de campanha
| Ano                   | Slogan |
| --------------------- | --- |
| Plebiscito de 1988    | Sim à democracia, sim ao Chile. (Sí a la democracia, sí a Chile.)                                                                                                   |
| Parlamentares em 1989 | Renovação Nacional, porque estamos renovando a democracia e o progresso social. (Renovación Nacional, porque estamos renovando la democracia y el progreso social.) |
| Municipais em 1992    | O partido que joga limpo para o Chile. (El partido que le juega limpio a Chile.)                                                                                    |
| Parlamentares em 1993 | Renovação Nacional, uma proposta para o Chile do futuro. (Renovación Nacional, una propuesta para el Chile del futuro.)                                             |
| Municipais em 1996    | O partido que une o Chile. (El partido que une a Chile.) |
| Parlamentares em 1997 | O Chile precisa de uma mudança com a Renovação Nacional. (Chile necesita un cambio con Renovación Nacional.)                                                        |
| Municipais em 2000    | Renovação Nacional, o melhor para o Chile. (Renovación Nacional, lo mejor para Chile.)                                                                              |
| Parlamentares em 2001 | Levantemos o Chile, a mudança positiva. (Levantemos Chile, el cambio positivo.)                                                                                     |
| Municipais em 2004    | Ao lado da Renovação Nacional, jogue por sua comuna. (Junto a Renovación Nacional, juégatela por tu comuna.)                                                        |
| Parlamentares em 2005 | Para unir o Chile. (Para unir a Chile.) |
| Municipais em 2008    | O futuro sorri para você. (El futuro te sonríe.) |
| Parlamentares em 2009 | Com o seu voto hoje é possível. (Con tu voto hoy es posible.) |
| Municipais em 2012    | Eu gosto. (Me gusta.) |
| Primárias em 2013     | Firme com você. (Firme contigo.) |
| Parlamentares em 2013 | Comprometidos com o Chile. (Comprometidos con Chile.) |
| Municipais em 2016    | Com RN, vamos para frente! (Con RN, ¡Vamos adelante!) |
| Primárias em 2017     | #PiñeraéRN. (#PiñeraesRN.) |
| Parlamentares em 2017 | Tempos Melhores. Piñera é RN. (Tiempos mejores. Piñera es RN.) |

## Resultados eleitorais

### Eleições parlamentares
| Eleição | Deputados | Deputados  | Deputados | Senadores | Senadores  | Senadores |
| Eleição | Votos     | % de votos | Cadeiras  | Votos     | % de votos | Cadeiras  |
| ------- | --------- | ---------- | --------- | --------- | ---------- | --------- |
| 1989    | 1 242 432 | 18,28%     | 29 / 120  | 731 678   | 10,76%     | 13 / 47   |
| 1993    | 1 098 852 | 16,31%     | 29 / 120  | 279 580   | 14,92%     | 11 / 47   |
| 1997    | 971 903   | 16,77%     | 23 / 120  | 629 394   | 14,85%     | 7 / 49    |
| 2001    | 845 865   | 13,77%     | 18 / 120  | 342 045   | 19,74%     | 7 / 49    |
| 2005    | 920 524   | 14,12%     | 19 / 120  | 515 185   | 10,80%     | 8 / 38    |
| 2009    | 1 165 679 | 17,82%     | 18 / 120  | 382 728   | 20,19%     | 8 / 38    |
| 2013    | 924 780   | 14,90%     | 19 / 120  | 730 915   | 16,24%     | 7 / 38    |
| 2017    | 1 067 270 | 17,80%     | 36 / 155  | 349 622   | 20,98%     | 8 / 43    |

### Eleições municipais
| Eleição | Prefeitos | Prefeitos  | Prefeitos | Vereadores  | Vereadores | Vereadores  |
| Eleição | Votos     | % de votos | Cadeiras  | Votos       | % de votos | Cadeiras    |
| ------- | --------- | ---------- | --------- | ----------- | ---------- | ----------- |
| 1992    |           |            | 32 / 334  | 861 784     | 13,44%     | 412 / 1 748 |
| 1996    | 86 / 341  | 1 162 949  | 18,46%    | 499 / 1 789 |            |             |
| 2000    | 72 / 341  | 1 012 382  | 15,97%    | 364 / 1 783 |            |             |
| 2004    | 881 816   | 13,97%     | 38 / 345  | 923 887     | 15,09%     | 386 / 2 144 |
| 2008    | 841 431   | 13,23%     | 55 / 345  | 897 617     | 16,11%     | 388 / 2 146 |
| 2012    | 655 367   | 11,82%     | 41 / 345  | 701 078     | 13,13%     | 321 / 2 224 |
| 2016    | 601 126   | 12,65%     | 47 / 345  | 801 128     | 17,64%     | 444 / 2 240 |

Nota: Entre 1992 e 2000, os pleitos municipais elegiam somente os vereadores. Em 1992 houve prefeitos que compartilharam a metade do seu mandato com outro vereador. A partir de 2004, as eleições municipais passaram a fazer as votações de prefeito e vereadores em separado. 

### Eleições de conselheiros regionais
| Eleição | Votos     | % de votos | Cadeiras |
| ------- | --------- | ---------- | -------- |
| 2013    | 805 757   | 13,90%     | 41 / 278 |
| 2017    | 1 066 089 | 18,34%     | 72 / 278 |

## Logotipos
| Período                                                | Descrição |
| ------------------------------------------------------ | --- |
| 1987 - 2001, 2002 - 2005, 2012 - 2014, 2018 - presente | Uma estrela formada por faixas nas cores azul, branco e vermelho, presentes na bandeira chilena.                |
| 2001 - 2002                                            | As letras RN na cor azul, acompanhadas de um símbolo de aprovação na cor vermelha ao lado esquerdo.             |
| 2005 - 2009                                            | A letra R em cor vermelha e a letra N na cor azul, acompanhadas ao centro destas de uma pequena estrela branca. |
| 2009 - 2012                                            | Uma estrela composta de bordas intercaladas nas cores vermelho e azul.                                          |
| 2014 - 2018                                            | Uma estrela levemente inclinada para o lado esquerdo, composta pelas cores vermelha e azul em degradê.          |

1987 - 2001 2002 - 2005 2012 - 2014 2018 - presente
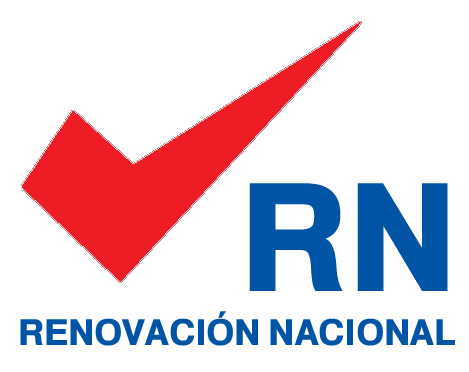
2001 - 2002
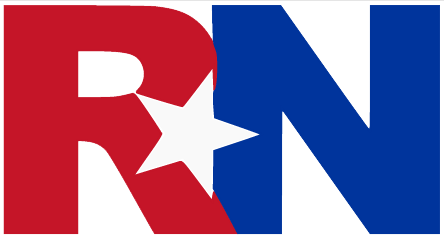
2005 - 2009
2009 - 2012
2014 - 2018